# Advertising Space
Advertising Space è una canzone del cantante britannico Robbie Williams. È il secondo singolo estratto dal sesto album Intensive Care.
Il brano trae ispirazione dalla storia di Quentin Tarantino intitolata Una vita al massimo, nella quale il personaggio di Christian Slater è in grado di parlare allo spirito di Elvis Presley. Elegiaca e triste, la canzone descrive la tragica parabola discendente di una stella, dal culmine della notorietà e del successo alla disperazione e alla morte.
Il video del brano è stato diretto da David LaChapelle e trasmesso per la prima volta nel novembre del 2005. Nel video Williams imita nel modo di atteggiarsi, di cantare e di vestire Elvis Presley.

## Tracce
UK 2-Track CD Single
1. Advertising Space – 4:37
2. Family Coach – 4:48

UK CD Maxi
1. Advertising Space – 4:37
2. Twist – 3:05
3. Don't Say No – 4:27
4. Advertising Space (U-Myx Software & Photo Gallery)

UK DVD
1. Advertising Space (Music Video)
2. Advertising Space (Behind Scenes of the Video)
3. Don't Say No (Audio)
4. Overture For Berlin (Audio)

## Classifiche
| Classifica (2005/06) | Posizione massima |
| -------------------- | ----------------- |
| Australia            | 17                |
| Austria              | 8                 |
| Belgio (Fiandre)     | 19                |
| Belgio (Vallonia)    | 13                |
| Danimarca            | 7                 |
| Europa               | 15                |
| Francia              | 14                |
| Germania             | 10                |
| Irlanda              | 20                |
| Italia               | 4                 |
| Nuova Zelanda        | 32                |
| Paesi Bassi          | 12                |
| Regno Unito          | 8                 |
| Spagna               | 11                |
| Svezia               | 11                |
| Svizzera             | 9                 |